# 준 앨리슨
준 앨리슨(June Allyson, 1917년 10월 7일 ~ 2006년 7월 8일)은 미국의 배우, 가수이다.

## 참여 작품

### 영화
- 자매와 수병
- 백만인의 음악
- 작은 아씨들 (1949년 영화)
- 글렌 밀러 스토리

### 텔레비전
- 부부 탐정
- 제시카의 추리극장
- 수퍼특공대
- 출동! 에어울프